# Populus berolinensis
Populus berolinensis là một loài thực vật có hoa trong họ Liễu. Loài này được Dippel miêu tả khoa học đầu tiên năm 1892.